# 경평군 태실
태실(석함)(胎室(石函))은 대전광역시 유성구 상대동, 대전시립박물관에 있는 태실(석함)이다. 1991년 10월 24일 대전광역시의 문화재자료 제26호로 지정되었다.

## 개요
조선시대에는 왕실에서 공주나 왕자를 낳게 되면 그들의 장수를 빌고자 명산을 찾아 자리를 잡고 태를 묻어 두도록 하였다. 이곳에는 조선 선조의 11번째 왕자로 선조와 온빈한씨 사이에서 태어난 세 아들 가운데 둘째인 경평군(1600∼?)의 태를 모시고 있다.
발굴 당시 태실은 작은 산봉우리 꼭대기에 있는 240cm 깊이의 구덩이 속에 묻혀 있었는데, 돌로 만든 동그란 함속에 태를 담은 두 개의 항아리와 태어난 연월일을 적은 태지석이 들어있었다고 한다. 함은 높이 142cm로 원통모양의 몸체와 뚜껑으로 이루어져 있으며, 몸체에는 깊이 50cm의 홈을 판 후 밑바닥에 배수를 위한 구멍을 뚫어 놓았다. 이 구멍은 태의 주인공과 땅의 기원을 연결하려는 풍수적인 목적에서 만든 것이라고도 한다.
태지석에 새긴 내용으로 미루어, 경평군이 태어난지 8년 후인 선조 41년(1608)에 제작된 것임을 알 수 있다. 지금은 대전 향토사료관에 전시되어 있다.

## 같이 보기
- 경평군

## 참고 자료
- 태실(석함) - 국가유산청 국가유산포털